# У Речки Кузи
У Ре́чки Ку́зи — упразднённая в 2004 году деревня в Балезинского района Республики Удмуртия Российской Федерации. Входила на год упразднения в состав Верх-Люкинского сельского поселения.

## География
У деревни течёт речка Кузи — левый приток реки Варыж, давшая название деревне.

## История
Исключена из учётных данных в 2004 г.

## Население
| 1961 |
| ---- |
| 20   |